# 14424 Laval
14424 Laval (1991 SR3) là một tiểu hành tinh vành đai chính được phát hiện ngày 30 tháng 9 năm 1991 bởi Spacewatch ở Kitt Peak. Nó được đặt theo tên Laval University.